# Mubadala Abu Dhabi Open 2025
Il Mubadala Abu Dhabi Open 2025, presentato ufficialmente da Abu Dhabi Sports Council, è stato un torneo professionistico di tennis giocato all'aperto sul cemento. È stata la 4ª edizione del torneo facente parte della categoria WTA 500 nell'ambito del WTA Tour 2025. Il torneo si è svolto nell'impianto Zayed Sports City International Tennis Centre di Abu Dhabi negli Emirati Arabi Uniti, dal 3 al 9 febbraio 2025.

## Partecipanti al singolare

### Teste di serie
| Nazionalità | Giocatrice               | Ranking* | Testa di serie |
| ----------- | ------------------------ | -------- | -------------- |
| Kazakistan  | Elena Rybakina           | 5        | 1              |
| Spagna      | Paula Badosa             | 10       | 2              |
|             | Dar'ja Kasatkina         | 11       | 3              |
| Kazakistan  | Julija Putinceva         | 20       | 4              |
|             | Ljudmila Samsonova       | 21       | 5              |
|             | Anastasija Pavljučenkova | 23       | 6              |
| Lettonia    | Jeļena Ostapenko         | 26       | 7              |
| Canada      | Leylah Fernandez         | 27       | 8              |

* Ranking al 27 gennaio 2025.

### Altre partecipanti
Le seguenti giocatrici hanno ricevuto una Wild card per il tabellone principale:
- Belinda Bencic
- Caroline Garcia
- Emma Raducanu
- Markéta Vondroušová

Le seguenti giocatrici sono passate dalle qualificazioni:

- Sonay Kartal
- Sofia Kenin
- McCartney Kessler
- Wakana Sonobe
- Katie Volynets
- Renata Zarazúa

Le seguenti giocatrici sono entrate in tabellone come lucky loser:
- Veronika Kudermetova
- Moyuka Uchijima

### Ritiri
Prima del torneo
- Ekaterina Aleksandrova → sostituita da  Moyuka Uchijima
- Polina Kudermetova → sostituita da  Veronika Kudermetova
- Katie Boulter → sostituita da  Lulu Sun
- Danielle Collins → sostituita da  Magda Linette
- Beatriz Haddad Maia → sostituita da  Rebecca Šramková
- Dajana Jastrems'ka → sostituita da  Yuan Yue

## Partecipanti al doppio

### Teste di serie
| Nazione     | Giocatore           | Nazione     | Giovatore      | Ranking* | Testa di serie |
| ----------- | ------------------- | ----------- | -------------- | -------- | -------------- |
| Lettonia    | Jeļena Ostapenko    | Australia   | Ellen Perez    | 17       | 1              |
| Stati Uniti | Asia Muhammad       | Paesi Bassi | Demi Schuurs   | 39       | 2              |
| Stati Uniti | Desirae Krawczyk    | Messico     | Giuliana Olmos | 49       | 3              |
| Francia     | Kristina Mladenovic | Cina        | Zhang Shuai    | 51       | 4              |

* Ranking al 27 gennaio 2025.

### Altre partecipanti
Le seguenti coppie sono entrate in tabellone con il ranking protetto:
- Bethanie Mattek-Sands /  Lucie Šafářová
- Laura Samson /  Markéta Vondroušová

## Campionesse

### Singolare
Belinda Bencic ha sconfitto  Ashlyn Krueger con il punteggio di 4-6, 6-1, 6-1.

### Doppio
Jeļena Ostapenko /  Ellen Perez hanno sconfitto in finale  Kristina Mladenovic /  Zhang Shuai con il punteggio di 6-2, 6-1.